# Telegrafia we Wrocławiu
W państwie pruskim istniała od lat 30 XIX w. Wyodrębniono wówczas w całych Prusach 26 Wyższych Urzędów Okręgowych Poczty zajmujących się także przesyłaniem informacji drogą telegraficzną. Służyły temu wydzielone Oddziały. Od 1871 telegraf i poczta podporządkowane zostały Centralnemu Zarządowi Poczty i Telegrafu Rzeszy. Pierwszy telegraf elektryczny został uruchomiony w 1848. W 1875 nastąpiło scalenie struktur telegraficznych z pocztowymi. Do 1939 we Wrocławiu funkcjonowały 2 Urzędy Telegraficzne (Telegraphenamt) przy Pl. Muzealnym 11, 2 urzędy rozmów międzymiastowych i międzykrajowych (Fernsprechamt) i 1 punkt telegramów. Po zakończeniu II wojny światowej starano się odbudować ze zniszczeń dolnośląską telegrafię. Pierwsze po II wojnie światowej uruchomienie aparatury telegrafii wielokrotnej nastąpiło we Wrocławiu w 15 lutego 1946, co umożliwiło uzyskanie dalekopisowej łączności telegraficznej z wieloma miastami Polski, m.in. z Katowicami, Warszawą, Łodzią, Krakowem i Poznaniem. Poprzedzało ją uruchomienie 15 listopada 1945 dalekopisowego połączenia telegraficznego Wrocław-Katowice, a 5 grudnia Wrocław-Warszawa. W marcu 1946 uruchomiono z odzyskanego sprzętu centralę miejską we Wrocławiu, a następnie centralę międzymiastową z łączami do Warszawy, Poznania, Opola, Kalisza, Katowic, Wałbrzycha, Jeleniej Góry, Dzierżoniowa, Żagania, Kłodzka, Ziębic, Nowej Soli i Świdnicy. W tym samym roku uruchomiono w Legnicy drugą centralę międzymiastową. Do końca 1946 działać zaczęły na Dolnym Śląsku 366 placówki telegraficzne. W 1966 uruchomiono pierwszą automatyczną centralę telegraficzną. Dynamiczny wzrost usług telegraficznych na Dolnym Śląsku nastąpił na przełomie lat 70. i 80. Od 1 stycznia 1992 nastąpiło wydzielenie z przedsiębiorstwa Polska Poczta, Telegraf i Telefon odrębnego podmiotu prawnego Telekomunikacja Polska S.A., która przejęła usługi telegraficzne.